# Mićo Dragutinović
Mićo Dragutinović (serbisch-kyrillisch Мићо Драгутиновић; * 17. Februar 1992 in Surrey, British Columbia) ist ein serbo-kanadischer Eishockeyspieler, der zuletzt bis 2019 bei den Jutland Vikings in der 1. division, der zweithöchsten dänischen Spielklasse, unter Vertrag stand. 

## Karriere
Mićo Dragutinović, der als Sohn serbischer Eltern im Westen Kanadas geboren wurde, begann seine Karriere als Eishockeyspieler bei den Delta Icehawks in der Pacific Junior Hockey League, einer regionalen Juniorenliga. Dort spielte er auch für verschiedene andere Mannschaften, bis er 2013 in die Heimat seiner Eltern zum HK Beostar wechselte. In der Saison 2013/14 war er nach Marko Kovačević zweitbester Scorer der serbischen Eishockeyliga. 2018/19 spielte er bei den Jutland Vikings aus Aarhus in der 1. division, der zweithöchsten dänischen Spielklasse. Anschließend beendete er seine Karriere.

### International
Für Serbien nahm Dragutinović an der Weltmeisterschaft 2019 in der Division II teil und stieg mit der Mannschaft durch einen Sieg beim Heimturnier in Belgrad in die Division I auf.

## Erfolge und Auszeichnungen
- 2019 Aufstieg in die Division I, Gruppe B bei der Weltmeisterschaft der Division II, Gruppe A